# Чемпіонат СРСР з легкої атлетики в приміщенні 1971 — 60 метрів з бар'єрами (чоловіки)

## Результати

### Попередні раунди

#### Забіги
| Атлет          | Регіон | Місто/Область | Результат |
| -------------- | ------ | ------------- | --------- |
| Віталій Силаєв | УРСР   | Львів         | 7,9       |

### Фінали

#### Фінал А
| Місце | Атлет            | Регіон    | Місто/Область | Результат |
| ----- | ---------------- | --------- | ------------- | --------- |
| 1     | Юрій Подтергера  | Ленінград | Ленінград     | 7,9       |
| 2     | Віталій Силаєв   | УРСР      | Львів         | 8,0       |
| 3     | Сергій Балабанов | РРФСР     | Горький       | 8,0       |
| 4     | Юрій Гаврюшин    | РРФСР     | Брянськ       | 8,1       |

#### Фінал Б
| Місце | Атлет               | Регіон              | Місто/Область | Результат |
| ----- | ------------------- | ------------------- | ------------- | --------- |
| 1     | В'ячеслав Кулебякін | Ленінград           | Ленінград     | 8,1       |
| 2     | Олександр Карасьов  | Азербайджанська РСР | Баку          | 8,2       |
| 3     | Олександр Бернштейн | Узбецька РСР        | Ташкент       | 8,3       |